# Abies Sect. Grandis
Секција Grandis је део рода јела, чије су врсте распрострањене дуж пацифичке обале Северне Америке, од јужне Канаде до Гватемале, као и у западном делу САД. Врсте ове секције се сматрају веома украсним, па се узгајају широм планете. Најчешће узгајана на територији Србије је дугоигличава јела.
У секцији Grandis налазе се следеће врсте:
- — америчка бела јела, или дугоигличава јела
- — јела из Дуранга
- — јела из Халиска
- — џиновска јела
- — гватемалска јела
- — мексичка јела